# Copper Ridge
Copper Ridge är en bergstopp i Antarktis. Den ligger i Sydshetlandsöarna. Argentina, Chile och Storbritannien gör anspråk på området. Toppen på Copper Ridge är 408 meter över havet.
Terrängen runt Copper Ridge är huvudsakligen kuperad, men åt sydost är den platt. Trakten är glest befolkad. Närmaste befolkade plats är Commandante Ferraz Station, 13,7 kilometer väster om Copper Ridge. 